# باسوم
باسوم (بالألمانية: Bassum) هي بلدة ألمانية تقع في ألمانيا في ديبهولتس.

## المدن التوأمة
مدن Fresnay-sur-Sarthe، Spilsby، غفارديسك وتلسياي هي مدن توأمة لـباسوم.

## أعلام
- تيسا هوفمان
- كريستيان شولتس
- هربرت تسيمرمان